# Estadio Francisco Sánchez Rumoroso
Het Estadio Francisco Sánchez Rumoroso is een multifunctioneel stadion in Coquimbo, een stad in Chili. Het stadion wordt vooral gebruikt voor voetbalwedstrijden, de voetbalclub Coquimbo Unido maakt gebruik van dit stadion. Het stadion werd geopend in 1970 en in 2008 gerenoveerd. Door deze renovatie werd onder andere gezorgd dat het maximaal aantal toeschouwers van 15.000 naar 18.750 toeschouwers ging.

## Internationale toernooien
Het stadion werd een aantal keer gebruikt voor internationaal voetbaltoernooi. In 2008 werd van dit stadion gebruik gemaakt voor het Wereldkampioenschap voetbal vrouwen onder 20. Dat toernooi werd gespeeld van 19 november tot en met 7 december 2008 in Chili en in dit stadion werden 6 groepswedstrijden, een kwartfinale en een halve finale gespeeld. In 2018 was dit stadion een van de twee stadions die werden gebruikt voor het Zuid-Amerikaans kampioenschap voetbal vrouwen 2018.

## Foto's

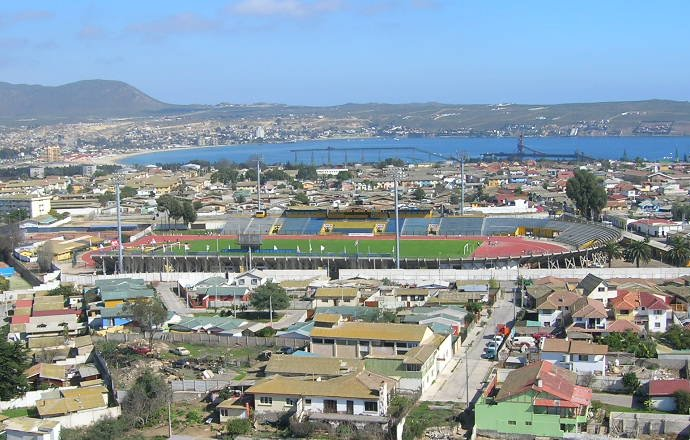
Het stadion in 2007, voor de renovatie.
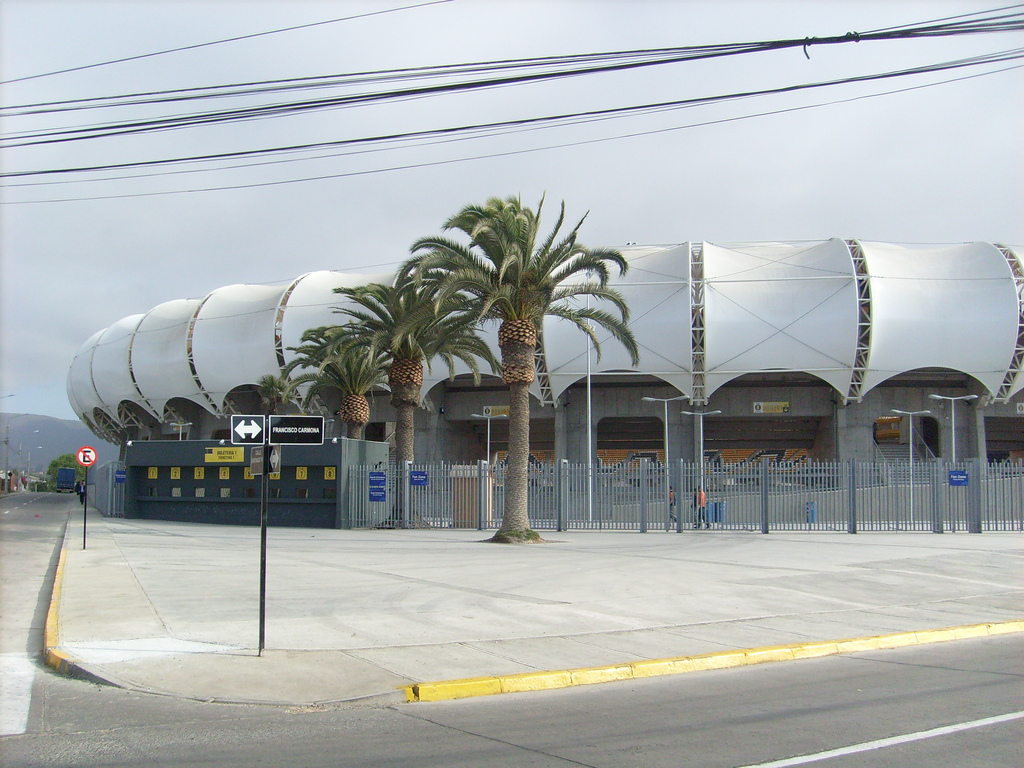
Het stadion van buiten.
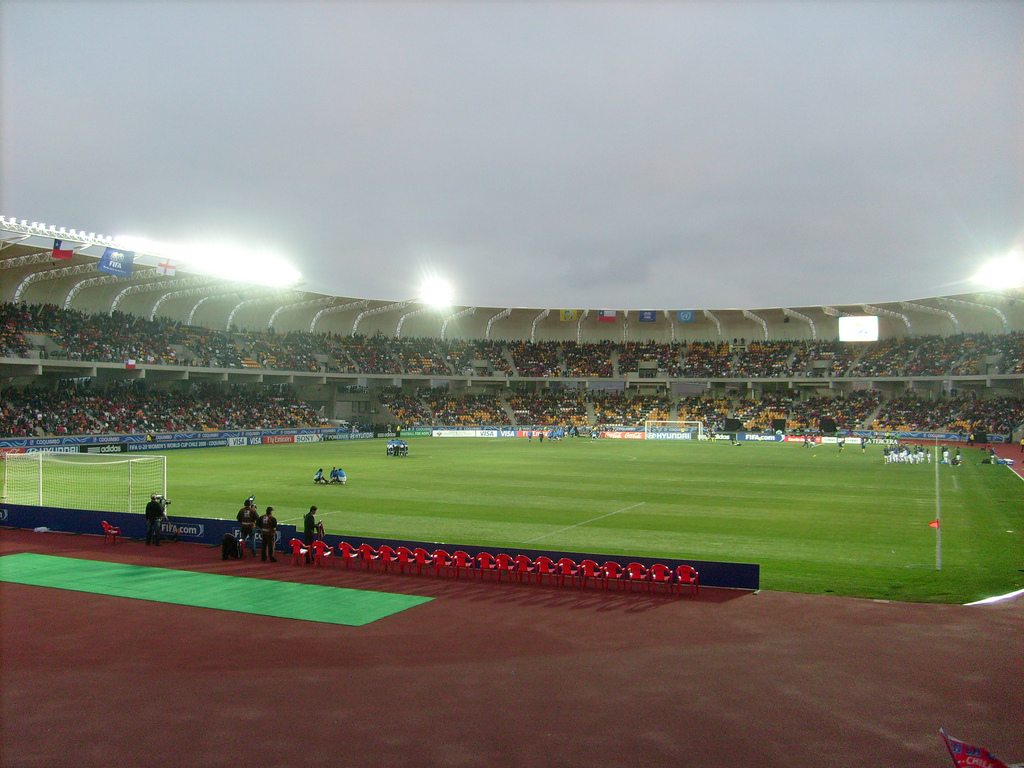
Het stadion van binnen.